# Lángh Ignác
Lángh Ignác (Győr, 1812. július 31. – Pest, 1864. március 26.) ügyvéd, királyi táblai jegyző, hírlapíró, városi főkapitány.

## Élete
Polgári szülők gyermeke. A gimnáziumot elvégezvén, a cisztercita-rend tagjai közé lépett és a noviciátust Zircen töltötte; a bölcseleti tanulmányokat 1829-ben Egerben végezte. De ekkor kilépett a rendből és az első jogi tanfolyamot még Egerben, a második évet Győrben végezte. A patvariát a győri püspöki uradalom ügyészi hivatalánál töltötte, majd Pesten mint királyi táblai jegyző, Végh Ignác országbírói ítélőmester oldala mellé felesküdvén, 1836-ban ügyvédi vizsgát tett és May táblái ügyvédnél nyert segédi alkalmazást, ahol az író Szalay Lászlóval együtt működött. 1841-ben önállólag kezdett ügyvédkedni; a báró Orczy-, később a Wenckheim-család választotta táblai ügyvédének; ezek példáját utóbb több főrangú család követte és Lángh mindinkább országos hírűvé vált. Említést érdemel, hogy ő mindig ellenszenvvel viseltetett minden váltóüzlet iránt és váltóügyekkel nem foglalkozott soha. 1848-ban Pest város megválasztotta főkapitánnyá, mely hivataláról november 22-én lemondott; 1869-ben pedig a Nemzeti Casino igazgatója lett. 1861-ben az országbírói értekezlet egyik jelentékeny kinevezett tagja, hazai közintézeteink nagy részénél gyámolító tagja és részvényese volt. 1855 táján súlyos betegségbe esett, melyből hosszabb idő mulva fellábadt ugyan, de a kór mély és pusztító nyomokat hagyott lelkén, idegesség és búskomorság lepte meg; végül 1864. március 26. önként vetett véget életének Pesten.
A Pesti Hírlapnak alapításától (1841) fogva több évig buzgó munkatársa volt.